# Thank You 1
Thank You 1 è un album solista di Michael Schenker.

## Tracce
1. Positive Forward
2. Faith & Trust
3. Peace
4. Endless Possibility
5. Humbleness
6. Harmony
7. Love And Kindness
8. Joy
9. Patience & Tolerance
10. Truth
11. Escape From The Box